# Fibroin
Fibroin ist ein Faserprotein und als solches der Hauptbestandteil von Seide. Es wird bei verschiedenen Seidenspinnern im Zuge der Erzeugung von Seidenfasern in speziellen Drüsen oder Epithelien sezerniert.

## Eigenschaften

Wiederholungseinheit des Fibroins

Fibroin ist ein Heterodimer aus zwei Untereinheiten, von denen die schwere Kette mit 5.263 Aminosäuren im Vergleich zu anderen Proteinen eine große Untereinheit ist. Es besitzt Wiederholungseinheiten. Seidenfäden bestehen aus zwei Filamenten von Fibroin, die mit Sericin bedeckt sind. Fibroin kann in drei Strukturen vorkommen, Fibroin I bis III. Die Seide des Seidenspinners (Bombyx mori) entspricht Typ I. Typ II entsteht beim Spinnen von Seidenproteinen und Typ III wird an Grenzflächen gebildet.
Fibroin wird zur Verwendung als Biomaterial untersucht.